# Stenocorus validicornis
Stenocorus validicornis är en skalbaggsart. Stenocorus validicornis ingår i släktet Stenocorus och familjen långhorningar. Utöver nominatformen finns också underarten S. v. validicornis.